# Protea rubrobracteata
Protea rubrobracteata är en tvåhjärtbladig växtart som beskrevs av Adolf Engler. Protea rubrobracteata ingår i släktet Protea och familjen Proteaceae. Inga underarter finns listade i Catalogue of Life.